# NGC 364
NGC 364 est une vaste galaxie lenticulaire située dans la constellation de la Baleine. NGC 364 a été découverte par l'astronome allemand Albert Marth en 1864.

## Caractéristiques
Sa vitesse par rapport au fond diffus cosmologique est de 4 793 ± 23 km/s, ce qui correspond à une distance de Hubble de 70,7 ± 5,0 Mpc (∼231 millions d'al).
À ce jour, deux mesures non basées sur le décalage vers le rouge (redshift) donnent une distance de 101,900 ± 19,940 Mpc (∼332 millions d'al), ce qui est à l'extérieur des valeurs de la distance de Hubble.
Selon la base de données Simbad, NGC 364 est une galaxie LINER, c'est-à-dire une galaxie dont le noyau présente un spectre d'émission caractérisé par de larges raies d'atomes faiblement ionisés.